# Lost Paradise (album)
Lost Paradise este albumul de debut al trupei britanice de heavy metal Paradise Lost. Lansat în februarie 1990 de Peaceville Records, albumul prezintă stilul death/doom de început al trupei.

## Lista pieselor
Toate piesele sunt scrise de Gregor MacKintosh și Nick Holmes.
| Nr.             | Titlu                 | Lungime |  |
| 1.              | „Intro”               | 2:40    |  |
| 2.              | „Deadly Inner Sense”  | 4:36    |  |
| 3.              | „Paradise Lost”       | 5:30    |  |
| 4.              | „Our Saviour”         | 5:07    |  |
| 5.              | „Rotting Misery”      | 5:16    |  |
| 6.              | „Frozen Illusion”     | 5:20    |  |
| 7.              | „Breeding Fear”       | 4:14    |  |
| 8.              | „Lost Paradise”       | 2:08    |  |
| 9.              | „Internal Torment II” | 5:54    |  |
| Lungime totală: | Lungime totală:       | 40:49   |  |

| Orion reissue bonus tracks |                                  |         |  |
| Nr.                        | Titlu                            | Lungime |  |
| 10.                        | „Rotting Misery (Doom Dub)”      | 4:48    |  |
| 11.                        | „Breeding Fear (Demolition Dub)” | 6:08    |  |
| Lungime totală:            | Lungime totală:                  | 51:45   |  |

| Reissue bonus tracks |                      |         |  |
| Nr.                  | Titlu                | Lungime |  |
| 10.                  | „Eternal (live)”     | 3:56    |  |
| 11.                  | „Gothic (mix)”       | 4:41    |  |
| 12.                  | „The Painless (mix)” | 3:57    |  |
| Lungime totală:      | Lungime totală:      | 53:23   |  |

## Personal
- Nick Holmes – vocalist
- Gregor Mackintosh – chitară
- Aaron Aedy – chitară
- Stephen Edmondson – bass
- Matthew Archer – baterie
- Duncan Fegredo – autor de copertă
- Paul Halmshaw – producător
- Pat Grogan – inginer de sunet
- Porl Medlock – fotograf
- Kay Field – vocalistă